# Violet Tendencies
Violet Tendencies és una pel·lícula de comèdia romàntica del 2010 dirigida per Casper Andreas, escrita per Jesse Archer i protagonitzada per Mindy Cohn i Marcus Patrick. La pel·lícula es va estrenar als Estats Units el 19 de novembre de 2010 i va sortir en vídeo a la carta el març de 2011 i en DVD el 24 de maig de 2011.

## Premissa
Violet (Cohn) té quaranta anys, fabulosa, i la marillufa definitiva. Farta de ser soltera, després del casament d'una amiga decideix allunyar-se dels seus amics gais per trobar un xicot heterosexual.

## Repartiment
| Actor                   | Paper                  |
| ----------------------- | ---------------------- |
| Mindy Cohn              | Violet                 |
| Marcus Patrick          | Zeus                   |
| Jesse Archer            | Luke                   |
| Samuel Whitten          | Riley                  |
| Casper Andreas          | Markus                 |
| Kim Allen               | Salome                 |
| Adrian Armas            | Darian                 |
| Armand Anthony          | Vern                   |
| Dennis Hearn            | Bradleigh              |
| Andrea Cirie            | Donna                  |
| Sophia Lamar            | Larice                 |
| Hilary Elliot           | Marjorie Max           |
| Margret R.R. Echeverria | Audrey                 |
| Shari Albert            | Ashley                 |
| Michael Scott           | Stephen Miser          |
| Michelle Akeley         | Darian's Receptionist  |
| Christopher L. Graves   | Mike                   |
| John-Patrick Driscoll   | The Mailman            |
| Michael Cornacchia      | Donnie the Waiter      |
| Jonathan Chang          | Andre                  |
| Brandon Gill            | J Flame                |
| Ben Pamies              | Gerald                 |
| J.R. Rolley             | Derek                  |
| Sonja Rzepski           | Jenny                  |
| Howard Feller           | Homeless Man           |
| Fredrick Ford           | Darian's Trick         |
| Kohl Beck               | Beer Can Dan           |
| Sal Blandino            | Clipboard Fundraiser 1 |
| Ali Mroczkowski         | Clipboard Fundraiser 3 |
| Ryan Turner             | Clipboard Fundraiser 2 |

## Comentaris
És la continuació de A Slutty Summer, estrenada pel mateix director el 2004. Pel·lícula de baix pressupost, fou exhibida al X Festival Internacional de Cinema Gai i Lèsbic de Barcelona.
Ha estat exhibida al Connecticut Gay and Lesbian Film Festival, Seattle International Film Festival i Outfest Film Festival. El febrer de 2012, la pel·lícula es va presentar als espectadors del Festival de cinema gai de Toulouse Des Images Aux Mots a França. Va rebre crítiques positives de la crítica; va ser elogiat pels personatges ben dibuixats, els diàlegs, l'humor ambiciós i el paper principal de Mindy Cohn. Segons els editors de Variety, Violet Tendencies és una pel·lícula "sàvia, rica en una línia extravagant".